# Ferdinando Maria de Rossi

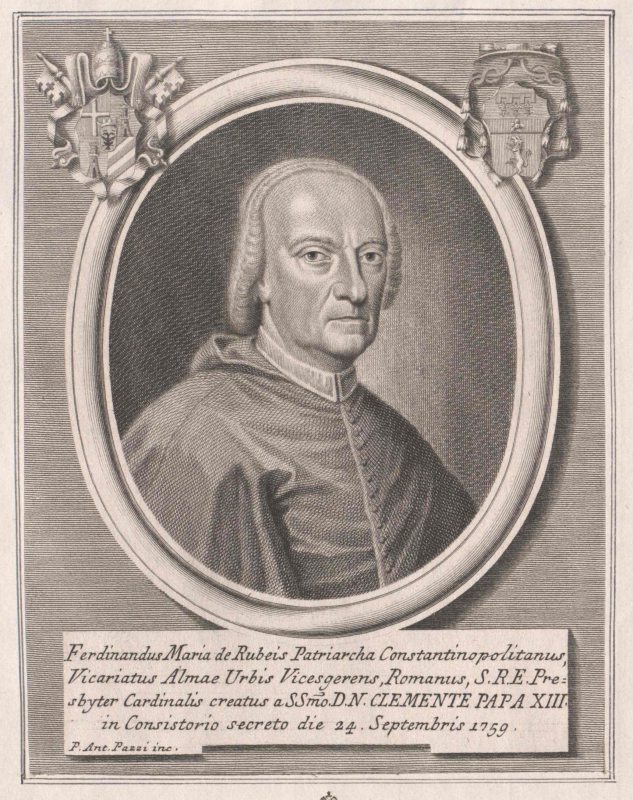
Ferdinando Maria de Rossi

Ferdinando Maria de Rossi (* 3. August 1696 in Cortona; † 4. Februar 1775 in Rom) war ein italienischer Kardinal der Römischen Kirche.

## Leben
De Rossi entstammte einer Adelsfamilie aus der Toskana. Seine Kindheit verbrachte er in Città della Pieve. Er studierte Philosophie und Theologie am Collegio Romano sowie Jura in Macerata. Sein Jurastudium schloss er 1716 ab. 1724 wurde er zum Apostolischen Referendar ernannt. 1731 begleitete er Federico Marcello Lante della Rovere auf dessen Reise an den Hof von Ludwig XV. Mit Lante della Rovere verband ihn eine lebenslange Freundschaft.
1733 wurde De Rossi weltlicher Stellvertreter von Kardinalvikar Giovanni Antonio Guadagni. Dieses Amt bekleidete er einige Jahre, bevor er Kanoniker der Patriarchalbasilika Santa Maria Maggiore wurde. Von 1735 bis 1744 gehörte er der Kongregation für die kirchliche Immunität an. Bis zu seiner Bischofsweihe durch Kardinal Giovanni Antonio Guadagni am 20. Juli 1739, der die Ernennung zum Titularerzbischof von Tarsus vorausgegangen war, bekleidete er noch verschiedene Ämter, unter anderem gehörte er der Konsistorialkongregation und der Congregatio boni regiminis an.
Am 8. Januar 1742 wurde er zum Vizegerenten ernannt. Papst Benedikt XIV. ernannte ihn am 1. Februar 1751 zum Titularpatriachen von Konstantinopel. Am 24. September 1759 erhob Papst Clemens XIII. ihn zum Kardinal und er trat als Vizegerent zurück. Am 28. September 1759 wurde er zum Präfekten der Konzilskongregation ernannt. Am 19. November 1759 wurde er zum Kardinalpriester von San Silvestro in Capite ernannt. Von 1765 bis 1766 war er Kämmerer des Heiligen Kardinalskollegiums. Am 14. Dezember 1767 wechselte er zur Titelkirche Santa Cecilia in Trastevere. Er nahm am Konklave 1769 teil, welches Clemens XIV. wählte. Am Konklave 1774–1775 nahm er aus gesundheitlichen Gründen nicht teil. Er wurde in seiner Titelkirche Santa Cecilia bestattet.